# العلاقات البحرينية الكيريباتية
العلاقات البحرينية الكيريباتية هي العلاقات الثنائية التي تجمع بين البحرين وكيريباتي.

## مقارنة بين البلدين
هذه مقارنة عامة ومرجعية للدولتين:
| وجه المقارنة                                              | البحرين       | كيريباتي                        |
| --------------------------------------------------------- | ------------- | ------------------------------- |
| المساحة (كم2)                                             | 765           | 811                             |
| عدد السكان (نسمة)                                         | 1.49 مليون    | 116.40 ألف                      |
| الكثافة السكانية (ن./كم²)                                 | 194.77 ألف    | 14.35 ألف                       |
| العاصمة                                                   | المنامة       | جنوب تاراوا                     |
| اللغة الرسمية                                             | اللغة العربية | لغة إنجليزية، اللغة الكيريباتية |
| العملة                                                    | دينار بحريني  | دولار كريباتي، دولار أسترالي    |
| الناتج المحلي الإجمالي (بليون دولار)                      | 35.31 مليار   | 196.15 مليون                    |
| الناتج المحلي الإجمالي (تعادل القوة الشرائية) بليون دولار | 64.16 مليار   | 224.26 مليون                    |
| الناتج المحلي الإجمالي الاسمي للفرد دولار أمريكي          | 22.60 ألف     | 1.42 ألف                        |
| الناتج المحلي الإجمالي للفرد دولار أمريكي                 | 45.50 ألف     | 1.81 ألف                        |
| مؤشر التنمية البشرية                                      | 0.824         | 0.590                           |
| رمز المكالمات الدولي                                      | +973          | +686                            |
| رمز الإنترنت                                              | .bh           | .ki                             |
| المنطقة الزمنية                                           | ت ع م+03:00   |                                 |

## منظمات دولية مشتركة
يشترك البلدان في عضوية مجموعة من المنظمات الدولية، منها:
| علم المنظمة | اسم المنظمة                   | تاريخ انضمام البحرين | تاريخ انضمام كيريباتي |
| ----------- | ----------------------------- | -------------------- | --------------------- |
|             | الاتحاد الدولي للاتصالات      | 1975                 | 3 نوفمبر 1986         |
|             | منظمة حظر الأسلحة الكيميائية  | ?                    | ?                     |
|             | يونسكو                        | 18 يناير 1972        | 24 أكتوبر 1989        |
|             | مؤسسة التمويل الدولية         | 22 سبتمبر 1995       | 2 أكتوبر 1986         |
|             | الأمم المتحدة                 | 21 سبتمبر 1971       | 14 سبتمبر 1999        |
|             | الاتحاد البريدي العالمي       | ?                    | ?                     |
|             | البنك الدولي للإنشاء والتعمير | 15 سبتمبر 1972       | 29 سبتمبر 1986        |

## وصلات خارجية
- موقع وزارة الخارجية البحرينية